# Otwarty standard
Treść tego artykułu może nie być zgodna z zasadami neutralnego punktu widzenia.
Dokładniejsze informacje o tym, co należy poprawić, być może znajdują się w dyskusji tego artykułu.
 Po wyeliminowaniu niedoskonałości należy usunąć szablon [[Szablon:Dopracować|]] z tego artykułu.
Otwarty standard – standard, do którego pełnej specyfikacji dostęp nie jest limitowany prawnie, finansowo lub tajemnicą handlową firmy, która standard opracowała. Ponadto standard uznawany jako otwarty jest opracowywany, zatwierdzany oraz później ewentualnie modyfikowany przez porozumienie (organizację) zainteresowanych tworzeniem tego standardu podmiotów, działające niedochodowo i zapewniające członkostwo wszystkim zainteresowanym.
Otwartym standardem może być format pliku, protokół komunikacyjny, konstrukcja sprzętu,
interfejs programowania aplikacji (API).

## Definicja według Komisji Europejskiej (Unii Europejskiej)
W roku 2004 Komisja Europejska opublikowała definicję otwartego standardu w dokumencie „Europejskie Ramy Interoperacyjności wer.1.0” – „European Interoperability Framework for pan-European eGovernment Services version 1.0” – jest więc to definicja obowiązująca w Polsce. Dokument nie został przetłumaczony na język polski, jego tłumaczenia przedstawia m.in. Internet Society Poland i Koalicja na Rzecz Otwartych Standardów.
- został stworzony i jest zarządzany przez niedochodową organizację, a jego rozwój odbywa się w drodze otwartego procesu podejmowania decyzji (konsensusu, większości głosów itp.), w którym mogą uczestniczyć wszyscy zainteresowani
- jest opublikowany, a jego specyfikacja jest dostępna dla wszystkich zainteresowanych bezpłatnie lub po kosztach druku i możliwa dla wszystkich do kopiowania, dystrybuowania i używania bezpłatnie lub w cenie kosztów operacyjnych
- wszelkie prawa autorskie, patenty i inna własność przemysłowa związane ze standardem są nieodwołalnie udostępnione bez opłat
- nie ma żadnych ograniczeń w jego wykorzystaniu[3]

## Zalety
- Otwarty standard pozwala uniezależnić się od arbitralnych decyzji dysponenta standardu: od zmian wprowadzanych do standardu lub zmian warunków licencyjnych, na których standard jest udostępniany, od zaprzestania wspierania standardu lub wycofania się firmy z rynku. Przykładem licencyjnych komplikacji jest historia formatu GIF.
- Otwarty standard pozwala uniezależnić się od rozwiązań jednego dostawcy: od komercyjnego (płatnego) oprogramowania niezbędnego do korzystania ze standardu lub oprogramowania bezpłatnego, ale formalnie wiążącego użytkowników z określonym dostawcą. Na przykład tworzenie i odczytywanie dokumentów tekstowych w formacie zamkniętym (własnościowym) DOC firmy Microsoft wymaga użycia płatnego programu MS Word tej firmy. Udostępniane przez Microsoft bezpłatne programy od odczytu dokumentów w formacie DOC (MS Word), XLS (MS Excel) i PPS (MS PowerPoint) są dostępne jedynie na wybrane, płatne systemy Microsoft Windows. Użycie otwartego formatu OpenDocument, będącego międzynarodowym standardem ISO, bądź zapisanie tekstu do pliku w formacie TXT pozwala na wybór dowolnego edytora (lub czytnika dokumentów danego formatu), dzięki czemu gwarantuje, że każdy będzie mógł odczytać dokument bez konieczności zakupu określonego programu. Przykładem firmy formalnie (choć bezpłatnie) wiążącej ze sobą użytkowników jest Gadu-Gadu Sp. z o.o., która do korzystania ze swojego serwisu Gadu-Gadu wymaga oryginalnego klienta Gadu-Gadu. I choć utajniony przez producenta protokół sieciowy Gadu-Gadu został rozpracowany, ujawniony i zaimplementowany w komunikatorach, takich jak ekg, Pogaduszki czy Pidgin, to korzystania z serwisu Gadu-Gadu nie zapewnia ze względu na regulamin tegoż serwisu[4].
- Otwarty standard pozwala użyć standardu do innych zastosowań, niż te dla których został początkowo utworzony i niezależnie od intencji jego autorów. Taką drogę przeszło kilka protokołów sieciowych. Nawet zasadniczo producencki protokół sieciowy Gadu-Gadu dzięki ujawnieniu może być wykorzystywany poza serwisem Gadu-Gadu.
- Otwarty standard pozwala śledzić zmiany zachodzące w specyfikacji standardu i analizować je pod kątem bezpieczeństwa, wydajności itp.